# 율리우시 스워바츠키
율리우시 스워바츠키(폴란드어: Juliusz Słowacki, 1809년 9월 4일 러시아 제국(현재의 우크라이나) 크레메네츠 ~ 1849년 4월 3일 프랑스 파리)는 폴란드의 시인이며 극작가로 19세기 폴란드 문학의 지도적인 인물이다.
아담 미츠키에비치와 마찬가지로 망명지 파리에서 조국으로 돌아오지 못했으나 그 짧은 일생 속에서 수많은 주옥 같은 작품을 남겼다. 생전에는 미츠키에비치의 위세에 눌려 전모가 알려지지 않았으나 세기 말에 '젊은 폴란드'의 시인들에 의해 정당하게 평가되어 그들의 시혼을 배양하기에 이르렀다. 연애시 <스위스에서>(1839)는 그의 수많은 서정시 가운데 최고 걸작으로 꼽히며 그는 또한 근대 희곡의 창시자로서 셰익스피어의 영향을 받아 폴란드의 역사 전설에서 취재한 사극 <코르디안>(Kordian, 1833) <릴라 베네다>(1840) 등을 썼다. 바이런의 <돈 주앙> 풍의 장편 담시(譚詩) <베니오프스키(Beniowski)>(1841년)는 원숙한 작품이며, 최후의 작품인 미완성의 환상적 서사시 <정령왕(精靈王)>에서 달성한 그의 시어는 타인의 추종을 불허한다.

## 작품 세계
스워바츠키는 미츠키에비치의 <선조들의 밤>에 대항하는 걸작 <코르디안>(Kordian)(1832)을 썼다. 낭만적 구조를 갖고 삼일치를 무시하며 셰익스피어 영향을 받은 <코르디안>은 러시아 황제를 암살하려다 실패한 폴란드의 애국자 코르디안을 소재로 하고 있는데 <선조들의 밤>이 폴란드를 구할 예언자적 시인의 출현이 임박했음을 찬양하고 있는 데 반해 한 개인의 국가적 사명과 그 성과에 대해 회의를 표하고 있다.
그 후 4년간 스워바츠키는 낭만적인 작품을 써오다가 35년 사실적인 사극 <호르즈틴스키>를 썼다. 미완성 작품으로서 <햄릿>을 연상시키는 작품이다. 다음 <릴리 베네다(Lilla Weneda)>(1940)는 폴란드 선사시대를 다루고 있지만, 암시하고 있는 바는 당시의 국내적 정치적 갈등으로, 69년에 초연된 이후 그의 대표작의 하나로 평가되고 있다. 사극으로는 그외에 여러 편이 있다.
그가 사망하고 난 뒤 상당히 많은 미완성 작품과 원고가 발견되었는데 그 중에 <팬터지>가 상당한 주목을 받았다. 이것은 그의 유일한 희극으로, 낭만적인 사랑과 신화 조작의 우스운 면을 풍자하고 있다.